# Marc Recha i Batallé
Marc Recha i Batallé (l'Hospitalet de Llobregat, Barcelonès, 18 d'octubre de 1970) és un guionista i director de cinema català.

## Biografia
L'any 1987 viatjà fins a París gràcies a una beca concedida per la Generalitat de Catalunya.
L'any 1998 fou guardonat amb el Premi Ciutat de Barcelona per la seva pel·lícula L'arbre de les cireres, el 2001 amb el Premi Ondas al millor director per Pau i el seu germà i el 2002 amb el Premi Nacional de Cinema, concedit per la Generalitat de Catalunya.

## Obra cinematogràfica
De formació autodidacta, després de filmar alguns curtmetratges va debutar en el format de llargmetratge amb la pel·lícula El cielo sube (1991), fins ara el seu únic film en castellà. El seu segon film, L'arbre de les cireres, ja en llengua catalana, inicia una fase en què destaca la seva preferència per filmar en ambients rurals i tranquils.
Amb Pau i el seu germà, la seva tercera pel·lícula, aconseguí ser present en la secció oficial del Festival Internacional de Cinema de Canes, esdevenint fins al moment l'única pel·lícula parlada en català que havia aconseguit aquesta fita.
Ha estat guionista de totes les seves pel·lícules. A Dies d'agost (2006), a més, apareix com a actor al costat del seu germà David Recha.

## Filmografia
- 2024: Centaures de la nit[2]
- 2023: Ruta salvatge[3][4]
- 2017: La vida lliure
- 2015: Un dia perfecte per volar
- 2009: Petit indi
- 2006: Dies d'agost
- 2003: Les mans buides
- 2001: Pau i el seu germà
- 1998: L'arbre de les cireres
- 1991: El cielo sube
- 2023: Ruta salvatge[5]

## Nominacions

### Premis Butaca
| Any  | Categoria                  | Pel·lícula         | Resultat  |
| ---- | -------------------------- | ------------------ | --------- |
| 2004 | Millor pel·lícula catalana | Les mans buides    | Candidata |
| 2001 | Millor pel·lícula catalana | Pau i el seu germà | Candidata |

### Festival de Cannes
| Any  | Categoria  | Pel·lícula         | Resultat  |
| ---- | ---------- | ------------------ | --------- |
| 2001 | Palma d'Or | Pau i el seu germà | Candidata |

### Festival Internacional de Cinema de Catalunya
| Any  | Categoria                    | Pel·lícula             | Resultat   |
| ---- | ---------------------------- | ---------------------- | ---------- |
| 1998 | Premi de la crítica catalana | L'arbre de les cireres | Guanyadora |